# اما وبر
اما وبر (انگلیسی: Emma Weber؛ زادهٔ ۱۰ اکتبر ۲۰۰۰) شناگر زن اهل ایالات متحده آمریکا است.
وی در مسابقات کشوری و بین‌المللی در مجموع برندهٔ ۱ مدال طلا شده است.